# Neumichtis
Neumichtis is een geslacht van vlinders van de familie Uilen (Noctuidae), uit de onderfamilie Cuculliinae.

## Soorten
- N. archephanes Turner, 1920
- N. emergens Walker, 1857
- N. mesophaea Turner
- N. saliaris Guenée, 1852
- N. trijuncta Walker, 1857